# 歌詩達協和號

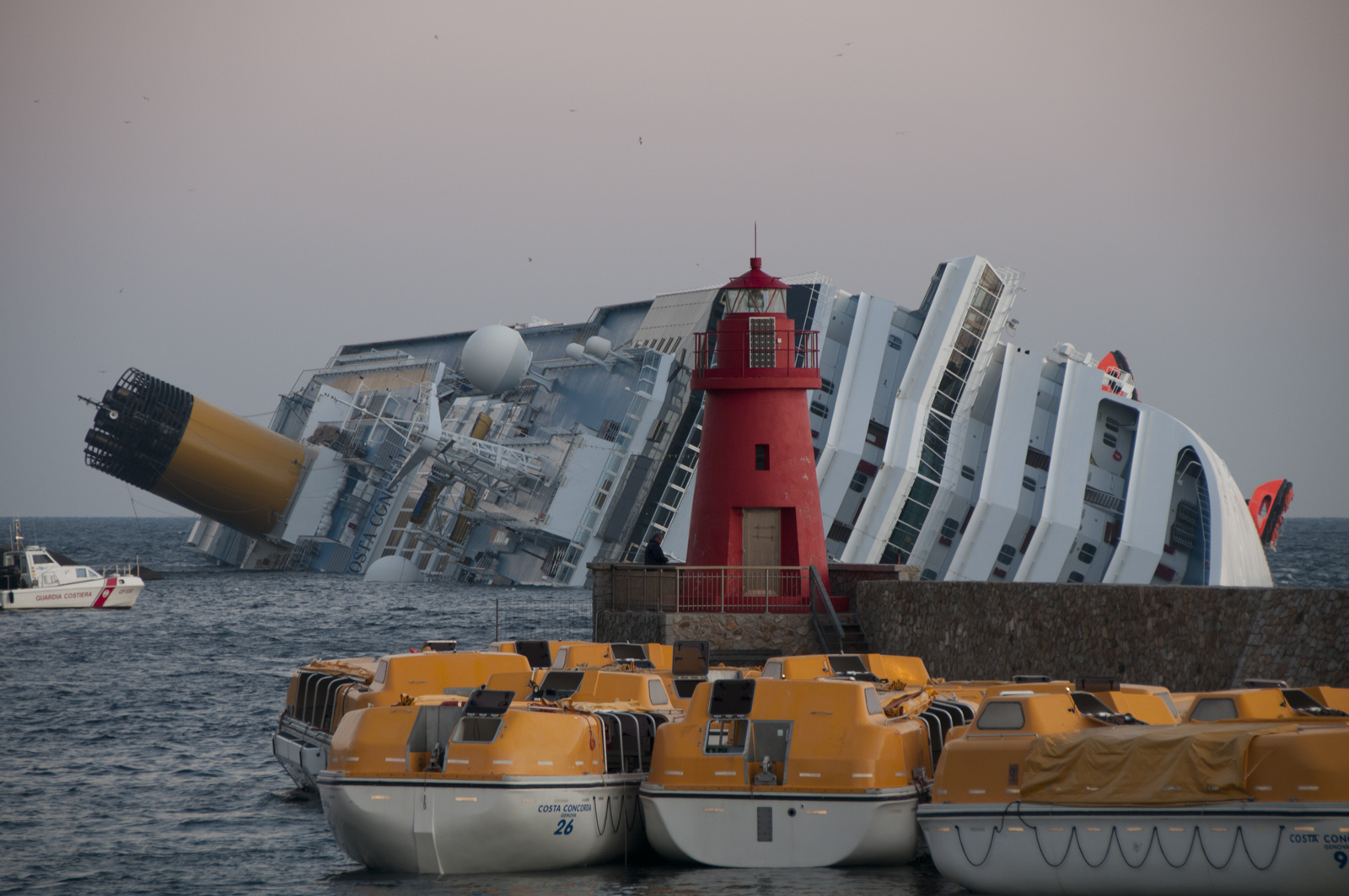
部分沉沒的歌詩達協和號，2012年1月13日

歌詩達協和號（義大利語：Costa Concordia）是一艘已報銷的超級豪華沿岸游轮，長達290米、總噸位11.5萬，有1500客房和4個泳池，並有緩步徑和網球場等，船內有6千多件藝術品，是歌詩達郵輪船隊中的旗艦船隻，2006年首航，2012年因擱淺損毀並釀成嚴重傷亡而報廢。

## 事件
2012年1月13日是歌詩達協和號的最後一次旅程，在意大利沿岸夜航時，因觸礁擱淺，造成32死64傷，船長因為疏忽以及事發當時未疏散乘客，而直接私自棄逃等罪名被捕。

## 外部參考
1. ↑  .   [2012-01-19]. （原始内容存档于2012-01-29）.